# 森林浴

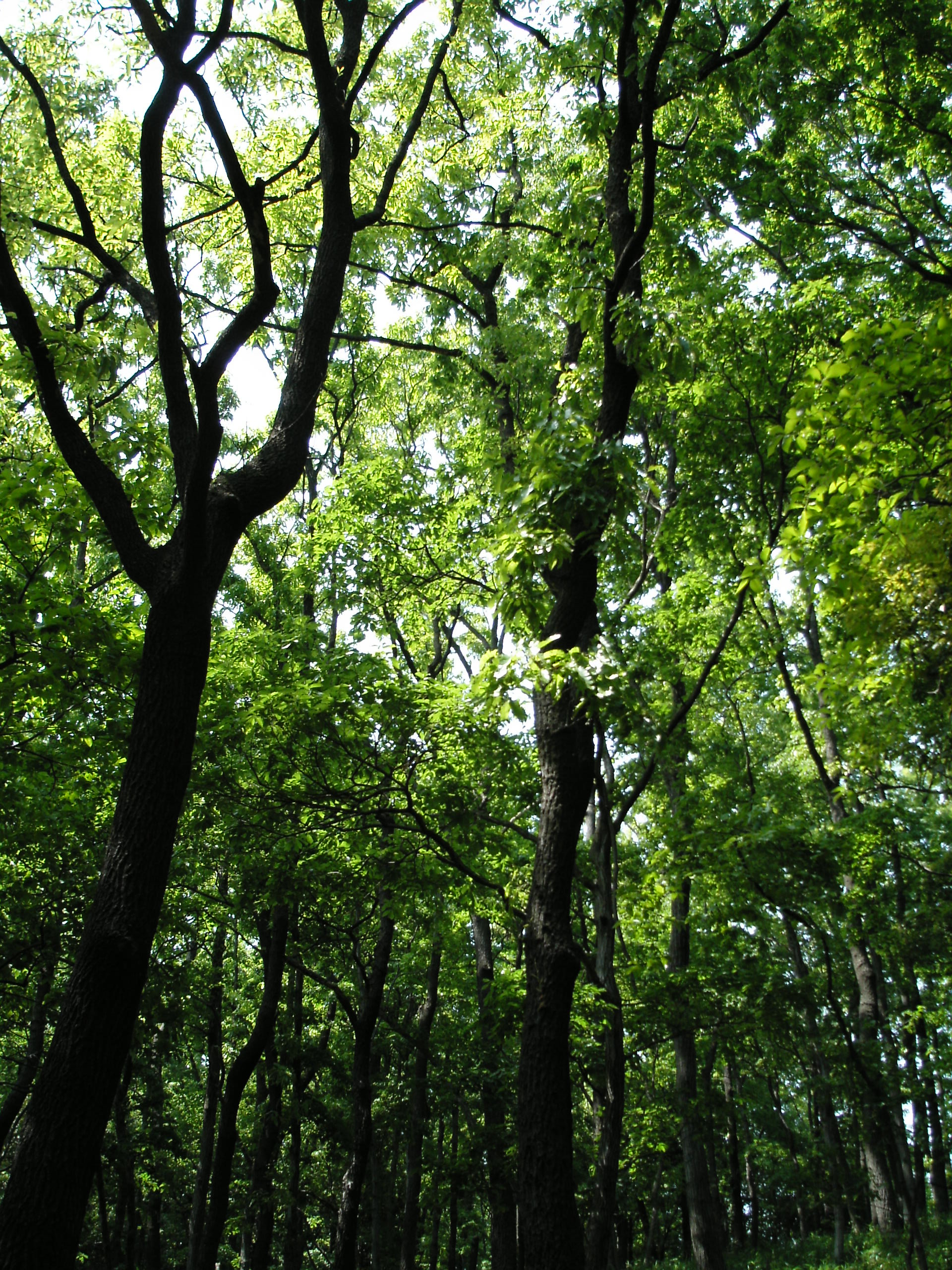
森林浴のイメージに適う常緑樹林の一例。他方、花粉症が付き纏うことから、花粉が舞う時期の針葉樹林は（少なくとも現代日本では）森林浴どころではなく、敬遠される。

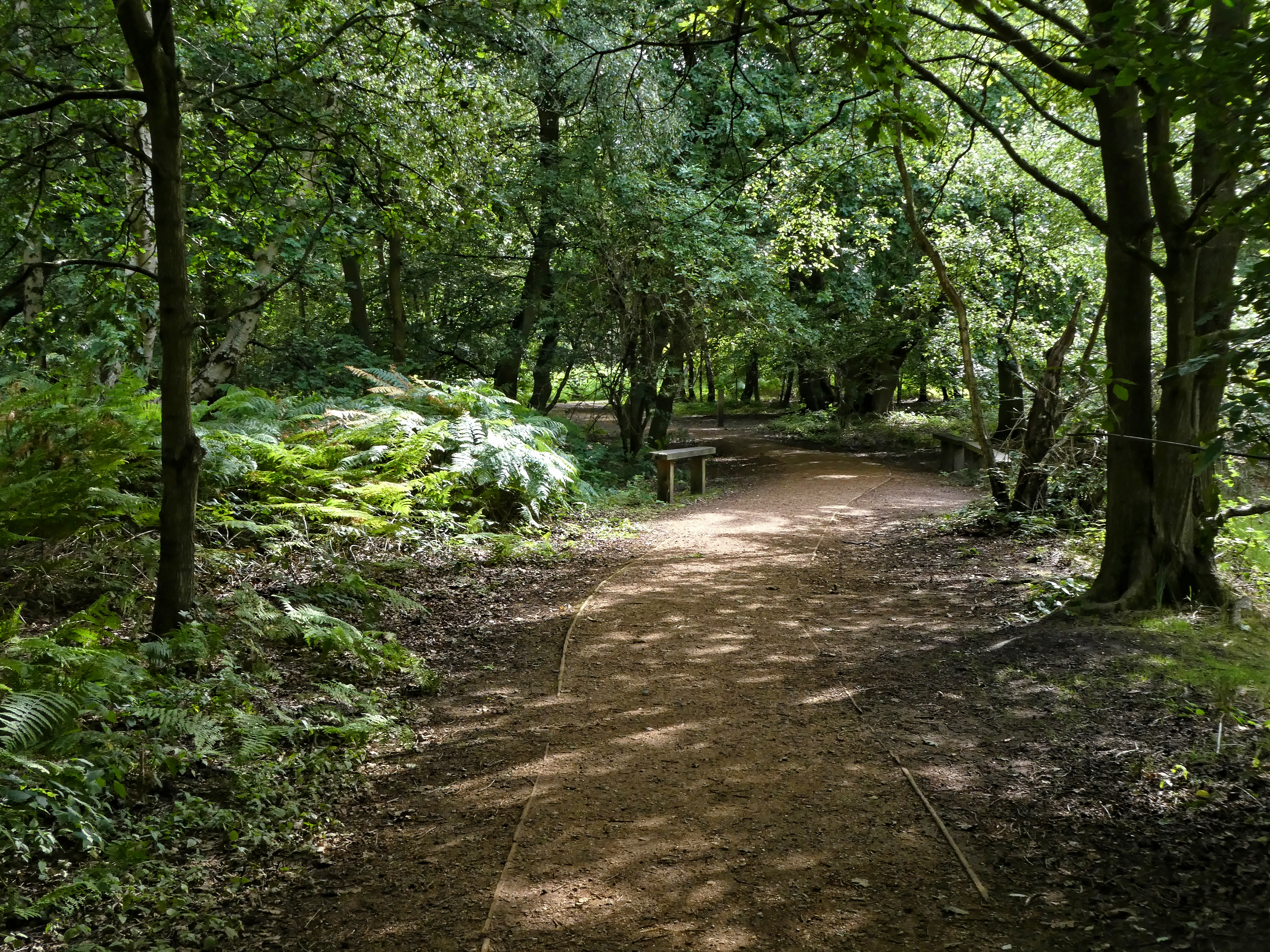
遭難などの危険を伴わない適度な規模で、人の生活圏内や近場にある森林は、森林浴に最適。画像はイングランド東部のエセックスにある天然林エッピング・フォレスト。

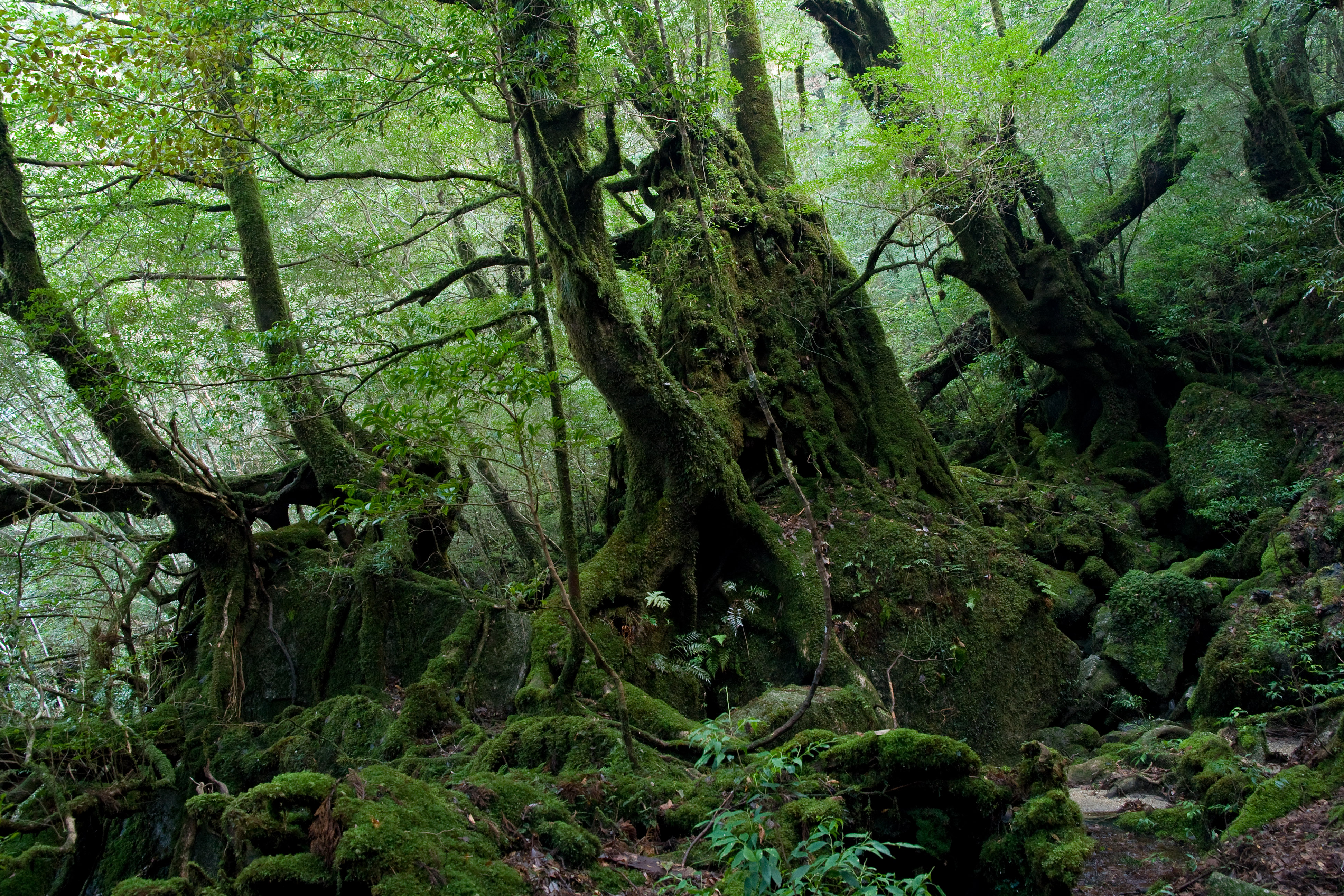
屋久島の森では1990年（平成2年）から森林浴に関する科学実験が宮崎良文によって行われている。

森林浴（しんりんよく）とは、森林内歩行に特化した気候性地形療法を原義とする、大気浴（空気浴）の一種であり、清浄な空気に浸って精神的安らぎを得ることを目的に、森林に入ること。森林に入って清浄な空気を呼吸し、その香気を浴びて心身の健康を図ること。優れた森林内環境でのレクリエーションと定義される。

## 用語
森林浴
日本語での「森林浴」は、1982年（昭和57年）、時の林野庁長官・秋山智英が「温泉浴」「海水浴」「日光浴」などになぞらえて考案し、同年7月29日付の『朝日新聞』誌上にて「森林浴構想」という形で提唱した和製漢語である。「森林浴構想」の副題（キャッチコピー）は「森の香り浴び心身鍛えよう」で、温泉地などがもつ療養の効果と同様の効果を森林に求めるものであった。
森林セラピー
また、科学的エビデンスをもった森林浴は「森林セラピー (forest therapy)」といい、生理人類学者・宮崎良文が「アロマセラピー/アロマテラピー」をヒントに2003年（平成15年）に命名・提唱した。2005年（平成17年）には森林セラピー研究会が「森林セラピー」「森林セラピスト」「セラピーロード」を商標登録している。
｢森林医学（forest medicine）」という名称も世界に普及している｡
中国語・朝鮮語
中国語は和製漢語をそのまま導入した「森林浴（拼音：sēnlínyù〈シンリンユー〉）」が通用している。朝鮮語は「森林浴」をハングル化した「삼림욕（日本語音写例〈以下同様〉：サムニムヨク）」を用いている。
Shinrin-yoku
海外では「Forest Therapy」「Forest Bathing」「Shinrin-yoku」などと親しまれているが、英語の「Forest bathing」「Shinrin-yoku」という言葉は、日本医科大学李卿の研究チームが2007年に以下の論文で命名し、定義したものです。Forest bathing enhances human natural killer activity and expression of anti-cancer proteins. Li Q, Morimoto K, Nakadai A, Inagaki H, Katsumata M, Shimizu T, Hirata Y, Hirata K, Suzuki H, Miyazaki Y, Kagawa T, Koyama Y, Ohira T, Takayama N, Krensky AM, Kawada T. Int J Immunopathol Pharmacol. 2007 Apr-Jun;20(2 Suppl 2), 3-8.
また李卿は2018年に英国で「Shinrin-Yoku」を出版し（（https://www.penguin.co.uk/books/308285/shinrin-yoku）、米国では 「Forest Bathing」を出版した（https://www.penguinrandomhouse.com/books/579709/forest-bathing-by-dr-qing-li/9780525559856/）。また「Shinrin-Yoku」は翻訳版も含めて36カ国・地域で出版されている（イギリス アメリカ オーストラリア ニュージーランド、カナダ（英語・フランス語） オランダ フランス スペイン イタリア ポルトガル ドイツ フィンランド ハンガリー ブルガリア ポーランド ロシア チェコ スロバキア 台湾（繁体字） デンマーク スウェーデン エストニア ルーマニア ベトナム インド（英語） スイス（フランス語・ドイツ語・イタリア語） 中国語（簡体字） 韓国 スロベニア リトアニア 中・南米（スペイン語・ポルトガル語） オーストリア（ドイツ語） ベルギー（オランダ語・フランス語）トルコ ギリシア 日本）。一気に世界中に日本の「森林浴」、「Shinrin-yoku」及び「Forest bathing」を広めた。
英語では "ecotherapy（日本語音写例：エコセラピー）" が近似の語ではあるが、これはガーデニングや自然保護活動などのアウトドア活動を通して行う自然療法を指すのであって、森林浴より広義である。「森林浴」の同義語が存在しないことになる。英語以外の諸言語[どれ?]も同様で、森林および樹木のある自然的環境に限定した概念としての「森林浴」を表す既存の表現が無い言語圏で「森林浴」を表すのに日本語由来の借用語 "shinrinyoku"（表記揺れ：shinrin-yoku, shinrin yoku）を用いる例が増えている。この語は、日本の研究者達が発信して広まった用語 "forest bathing"（後述）に換わる、より適切な用語として、とある海外の研究者が "shirin-yoku（シンリンヨク）" を提案し、2010年1月に日本衛生学会の英文学術誌 "Environmental Health and Preventive Medicine " 誌上で応用人類学者・恒次祐子（つねつぐ ようこ）らによる森林浴に関する総説が著された際、論文タイトル中に ""Shinrin-yoku" (taking in the forest atmosphere or forest bathing)" と記されたことが初出となり、その後、欧米の研究者達も使い始めたことで定着した。2017年7月にはアメリカで "shinrin yoku" が商標登録されており、明くる2018年になってヨーロッパとアメリカを中心として「Shinrin-yoku ブーム」が起きた。英語のネイティブ話者にとって "shinrin-yoku" は非常に発音しにくいにもかかわらず、東洋の神秘を感じられる響きが好まれるらしく、宮崎などは書籍のタイトルに是非使うようにと出版社から頼まれるという。
対訳語
英語・ドイツ語・オランダ語・フランス語・イタリア語・スペイン語のように対訳語を生み出した言語もある。英語では［森林 + 浴］という語構成のまま直訳した "forest bathing（フォレストゥ ベイズイング、フォレスト ベイジング）" がこれにあたり、日本の研究者が英文論文を著す際に用いた最初の英訳語ということで普及した。ドイツ語でも［森林 + 浴］を直訳した "Waldbaden（ヴァルトバーデン）" が用いられる。他方、語順を換えて直訳している例として、［baño（浴）+ de（…の…）+ bosque（森林）］という語構成になっているスペイン語の "baño de bosque（バーニョ デ ボスケ）" を挙げることができる。
また、「森林浴」ではなく「森林セラピー」の対訳になっているものとしては、オランダ語の "bostherapie（ボステラピ）" ［bos（森林）+ therapie（治療、療法）］、フランス語の "sylvothérapie（スィルヴォテラピ、シルヴォテラピ）"［sylvo-（森林…）+ thérapie（治療、療法）］、イタリア語の "silvoterapia（スィルヴォテラーピヤ、シルヴォテラピア）"［silvo-（森林…）+ -terapia（…治療、…療法）］がある。

## 歴史
自然美を見直し、森を造る意欲を高めようとの狙いから、温泉浴・海水浴・日光浴などになぞらえて、日本の林野庁が主導して1982年（昭和57年）7月に国内で提唱した「森林浴構想」に起源がある。「森林の中には殺菌力を持つ独特の芳香が存在し、森の中にいることが健康体をつくる。森林国である日本は条件に恵まれており、これを大いに活用すべき。」との構想であった。長野県の赤沢自然休養林で最初の全国大会が開催された。また、宮崎良文は屋久島での森林浴に関する科学実験を1990年（平成2年）に着手した。
2004年（平成16年）以降、森林浴を予防医学などに役立てる取り組みが始まっており、林野庁・厚生労働省・各研究機関や大学・企業などが「森林セラピー研究会」を組織して研究を進めている。また、2007年（平成19年）3月25日～28日に大阪国際交流センターで開催された第77回日本衛生学会総会にて森林医学研究会が設立され、研究の裾野が広がっている。2023年（令和5年）一般社団法人日本森林医学会が設立された。

### 年表
- 1981年（昭和56年） - 農林官僚・秋山智英が林野庁長官に就任[24]。同じ時期、「森林浴構想」に繋がる取り組みが林野庁で始まる。
- 1982年（昭和57年）
  - 時期不明 - 林野庁長官・秋山智英が「森林浴」を命名。
  - 7月29日[10] - 林野庁が「森林浴構想」を提唱[2][8][9]。
  - 時期未確認 - 長野県の赤沢自然休養林で最初の全国大会が開催される[8]。
- 1986年（昭和61年） - 林野庁と緑の文明学会、地球環境財団が共同で「森林浴の森100選」を制定。
- 1990年（平成2年） - 生理人類学者・宮崎良文が屋久島の森で森林浴に関する科学実験に着手[1]。
- 2003年（平成15年） - 宮崎良文が「森林セラピー (forest therapy)」を命名・提唱[12][1][13]。
- 2004年（平成16年） - 日本で森林浴を予防医学などに役立てる取り組みが始まり、林野庁・厚生労働省・各研究機関および大学・企業などが森林セラピー研究会を発足。
- 2005年（平成17年）
  - 時期不特定 - 林野庁が「森林セラピー基地」構想を公表。
  - 時期不特定 - 森林セラピー研究会が「森林セラピー」「森林セラピスト」「セラピーロード」を商標登録する[15]。
  - 日本医科大学李卿の研究チームが長野県飯山で初めて森林浴による免疫機能への影響に関する総合的研究を実施し、森林浴による免疫機能増進効果を明らかにした。10月以降、朝日新聞・NHKを始め、国内各種メディアがこの研究成果を報道。
- 2006年（平成18年）4月 - 林野庁が日本各地の10の森林を「森林セラピー基地」に選定する。
  - 日本医科大学李卿の研究チームが長野県赤沢自然休養林で森林浴実験を実施し、森林浴による免疫機能増進効果が1カ月持続することを明らかにし、国内外に注目された。読売新聞・NHKを始め、国内各種メディアがこの研究成果を報道。
- 2007年（平成19年）
  - 3月25日 - 第77回日本衛生学会総会が開催され（28日まで）[8]、森林医学研究会が設立される。
  - 3月 - 林野庁が日本各地の14の森林を「森林セラピー基地」の選定物件に追加する。
  - 4月 - 日本医科大学李卿の研究チームが2007年に以下の論文で英語の「Forest bathing」と「Shinrin-yoku」という言葉を初めて命名し、定義した。
- 2024年（平成6年）5月11日　第一回日本森林医学会総会が開催（日本医科大学同窓会館、大会長：李卿）

Forest bathing enhances human natural killer activity and expression of anti-cancer proteins. Li Q, Morimoto K, Nakadai A, Inagaki H, Katsumata M, Shimizu T, Hirata Y, Hirata K, Suzuki H, Miyazaki Y, Kagawa T, Koyama Y, Ohira T, Takayama N, Krensky AM, Kawada T. Int J Immunopathol Pharmacol. 2007 Apr-Jun;20(2 Suppl 2), 3-8.
- 2010年（平成22年）1月 - 用語 "Shinrin-yoku" と"Forest bathing"／日本衛生学会の英文学術誌上で日本医科大学李卿と応用人類学者・恒次祐子（つねつぐ ようこ）らが再度使用[21]。
- 2010年にニューヨークタイムズが日本の森林浴研究を始めて紹介し、世界中に森林浴が広がる。https://www.nytimes.com/2010/07/06/health/06real.html
- 2010年に国際自然・森林医学会(https://www.infom.org/)を設立し、会長：今井通子、副会長と事務局長：李卿。
- 2012年に李卿が編集した"Forest Medicine"(https://novapublishers.com/shop/forest-medicine/)は米国で出版して"Forest Medicine"（森林医学）を確立。
- 2017年7月 - アメリカで "shinrin yoku" が商標登録される[18]。
- 2018年（平成30年）
  - 4月5日 - 森林セラピーの第一人者・李卿が英語圏で "Shinrin-Yoku: The Art and Science of Forest Bathing" [25]を出版。その後、アメリカでベストセラーになる[16]。
  - 当年中 - ヨーロッパとアメリカを中心に「Shinrin-yoku ブーム」が起こる[12]。

## 効果
森林浴の効果は科学的なものより精神的なものが大きいといわれてきた。科学的効能としては樹木が発散するフィトンチッドと呼ばれる物質が作用しているとされる。
- 森林の空気は排気ガスなどが含まれる都市部の空気より体に優しい。
- 樹木の香りが心を落ち着かせ、リラックス効果をもたらす。
- 枝葉のさわめきが1/fゆらぎを持っているので気持ちが安らぐ[26]。
- 日常と離れた場所に身を置くとにより、雑念を忘れられる（転地効果）。

2010年代の日本では、脳波測定・反応速度・唾液中ストレスホルモンの濃度・心拍の変動・心理的調査などを用いたリラックス効果などの定量化が試みられており、森林浴が人間に与える影響の科学的根拠が示されるようになった。また、都市部のいわゆる「お疲れサラリーマン」を被験者とした2005年（平成17年）の実験では、森林浴翌日の採血・採尿で生理的な変化を調査した。その結果、2泊3日の滞在によってNK細胞活性が52.6%向上したことが確認され、同時に抗がんタンパク質の濃度も上昇していることが確認された。この実験は2006年（平成18年）にも継続され、2泊3日の森林滞在で約56%のNK細胞活性を再現するとともに、日常生活・都市部への2泊3日の旅行で対照実験を実施した。日常での複数の検査や都市部への旅行ではNK細胞活性に変化がみられなかったことから、森林の環境が免疫機能の向上に特異性を持つことが実証された。さらに、30日後もNK細胞活性が一定レベルで継続していることが判明し、森林浴での健康増進が持続効果を持つことが明らかとなった。医療行為に至るまでには臨床事例が圧倒的に不足しているが、将来はがん予防、健康増進などへの活用法が研究されている。これらの結果は森林セラピーの実施地の選定などに利用され、2006年4月には全国で10か所の森林が、2007年（平成19年）3月には第2期として14か所の森林が「心身の改善効果をもたらすことが科学的に証明された森」として発表された。現在、同様の調査が各地の森林で進められており、将来的には全国数十の森で健康増進のメニューが展開される見通し。森林医学の現状は黎明期といえる。なお、日本の森林セラピーは「クナイプ療法」などをモデルとしている。2010年に降圧剤を内服していない高血圧症の中高年男性を対象とした研究では森林浴が都市散策と比較して血圧を7-8ｍｍHgを低下させたことを明らかにし、森林浴による高血圧症の予防効果が示唆された（Li Q, Otsuka T, Kobayashi M, Wakayama Y, Inagaki H, Katsumata M, Hirata Y, Li Y, Hirata K, Shimizu T, Suzuki H, Kawada T, Kagawa T. Acute effects of walking in forest environments on cardiovascular and metabolic parameters. Eur J Appl Physiol 2011;111(11):2845-53）。

## 関係者
ここでは、特筆性の高い研究者など関係者を記載する。
- 秋山 智英（あきやま ともひで）

1926年（大正15年/昭和元年）1月1日生まれ。長野県出身。農林官僚。1981年（昭和56年）、林野庁長官に就任。1982年（昭和57年）時の林野庁長官として「森林浴」を命名し、同年7月29日付で「森林浴構想」を提唱・推進した。
- 宮崎 良文（みやざき よしふみ）

1954年（昭和29年）生まれ。主要な研究分野は生理人類学と応用人類学で、森林浴研究の専門家。千葉大学所属。2003年（平成15年）に「森林セラピー」を命名・提唱。
- “宮崎 良文”. KAKEN.  文部科学省、日本学術振興会. 2020年2月5日閲覧。
- 宮崎良文 (2019年8月13日). “【第9回】森林セラピーでリラックス (1)”. 園芸通信.   株式会社サカタのタネ. 2020年2月6日閲覧。

- 李 卿（り けい、Li Qing）

1984年、中国・山西医科大学卒業。1992年、鹿児島大学医学部で医学博士学位を取得し、2001年にアメリカのスタンフォード大学医学部に留学し、抗癌免疫の研究を行い、抗癌蛋白質グランニューライシンの測定法を習得した。2015年に日本の医師免許を取得。森林医学研究会代表世話人、国際自然・森林医学会副会長・事務局長、NPO法人森林セラピーソサエティ理事、世界中医薬連合会森林康養専門委員会常務副会長。主要な研究分野は衛生学,環境医学、環境免疫学、森林医学。日本医科大学所属。森林医学・森林セラピーの第一人者。2007年（平成19年）には森林医学研究会の設立に大いに関わり、代表世話人にも就任。2007年に以下の論文で英語の「Forest bathing」と「Shinrin-yoku」という言葉を初めて命名し、定義した。Forest bathing enhances human natural killer activity and expression of anti-cancer proteins. Li Q, Morimoto K, Nakadai A, Inagaki H, Katsumata M, Shimizu T, Hirata Y, Hirata K, Suzuki H, Miyazaki Y, Kagawa T, Koyama Y, Ohira T, Takayama N, Krensky AM, Kawada T. Int J Immunopathol Pharmacol. 2007 Apr-Jun;20(2 Suppl 2), 3-8. 2010年に登山家・医師である今井通子と共同で国際自然・森林医学会(https://www.infom.org/)を設立し、副会長と事務局長に就任。2012年に"Forest Medicine"(https://novapublishers.com/shop/forest-medicine/)を編集して米国で出版。2018年に出した著書 "Shinrin-Yoku: The Art and Science of Forest Bathing" はアメリカでベストセラーになった。
- “李 卿”. KAKEN.   文部科学省、日本学術振興会. 2020年2月5日閲覧。

- セバスチャン・クナイプ

1821年5月17日 - 1897年6月17日。ドイツはバイエルンの司祭。自然療法医学運動の先駆者の一人で、クナイプ式自然治療法の創始者。クナイプ式自然治療法は森林セラピーの重要なモデルとなった。